# Championnat du monde des clubs masculin de volley-ball 2012
Navigation
2011 2013
Le Championnat du monde des clubs de volley-ball masculin 2012 est la huitième édition du Championnat du monde des clubs de volley-ball masculin organisé par la Fédération internationale de volley-ball. Elle se déroule du 13 au 19 octobre 2012 au Qatar pour la quatrième fois de son histoire. Tous les matches sont joués à la salle « Aspira Dome » à Doha.

## Déroulement de la compétition
Le format du Championnat du monde des clubs, en vigueur à partir de 2009, prévoit la division de huit équipes en deux groupes, A et B. 
Les deux premières équipes de chaque groupes se qualifient pour les demi-finales (le premier du groupe A rencontre le second du groupe B, et vice-versa). Les équipes classées troisième et quatrième des groupes sont éliminées et sont incluses dans le classement final à la cinquième place.
Les gagnants des demi-finales se disputent la victoire finale, tandis que les perdants s'affrontent pour la troisième place.

## Participants
| Club               | Pays    | Confédération | Titre                               |
| ------------------ | ------- | ------------- | ----------------------------------- |
| Zenit Kazan        | Russie  | CEV           | Champion d'Europe                   |
| Sada Cruzeiro Vôle | Brésil  | CSV           | Champion d'Amérique du Sud          |
| Al Arabi           | Qatar   | AVC           | Champion d'Asie                     |
| Zamalek SC         | Égypte  | CAVB          | Champion d'Afrique                  |
| Tigres de la UANL  | Mexique | NORCECA       | nommé par la NORCECA                |
| Al-Rayyan SC       | Qatar   | AVC           | Hôte                                |
| Itas Diatec Trente | Italie  | CEV           | Wild card // Tenant du Titre        |
| Skra Bełchatów     | Pologne | CEV           | Wild card // Vice-champion d'Europe |

## Phase de groupes

### Composition des groupes
| Groupe A - Itas Diatec Trente - Sada Cruzeiro Vôle - Al-Rayyan SC - Tigres de la UANL | Groupe B - Zenit Kazan - Skra Bełchatów - Zamalek SC - Al Arabi |

### Résultats
| Groupe A |                                         |       |       |       |       |       |       |
|          |                                         |       |       |       |       |       |       |
| 13-10    | Sada Cruzeiro Vôle - Tigres de la UANL  | 3 - 0 | 25-17 | 25-13 | 25-18 | -     | -     |
| 13-10    | Itas Diatec Trente - Al-Rayyan SC       | 3 - 2 | 22–25 | 25–18 | 23–25 | 25–17 | 15–9  |
| 14-10    | Itas Diatec Trente - Tigres de la UANL  | 3 - 0 | 25–15 | 25–15 | 25–20 | -     | -     |
| 14-10    | Sada Cruzeiro Vôle - Al-Rayyan SC       | 3 - 1 | 25–20 | 23–25 | 25–16 | 25–22 | -     |
| 16-10    | Itas Diatec Trente - Sada Cruzeiro Vôle | 3 - 2 | 25–23 | 24–26 | 26–24 | 19–25 | 21–19 |
| 16-10    | Al-Rayyan SC - Tigres de la UANL        | 3 - 0 | 25–13 | 25–17 | 25-18 | -     | -     |

| Groupe B |                             |       |       |       |       |       |       |
|          |                             |       |       |       |       |       |       |
| 13-10    | Skra Bełchatów - Zamalek SC | 3 - 0 | 27–25 | 25–19 | 28–26 | -     | -     |
| 14-10    | Al Arabi - Zenit Kazan      | 1 - 3 | 22–25 | 22–25 | 31–29 | 18–25 | -     |
| 15-10    | Al Arabi - Zamalek SC       | 3 - 0 | 25–19 | 25–16 | 25–20 | -     | -     |
| 15-10    | Zenit Kazan- Skra Bełchatów | 2 - 3 | 25–21 | 23–25 | 25–17 | 19–25 | 10–15 |
| 16-10    | Zenit Kazan - Zamalek SC    | 3 - 0 | 25-13 | 25-19 | 25-14 | -     | -     |
| 16-10    | Skra Bełchatów - Al Arabi   | 3 - 1 | 25–17 | 25–17 | 16–25 | 25–17 | -     |

### Classements
| # | Équipe             | Pts | J | G | Gt | Pt | P | Sp | Sc | Ratio | Pp  | Pc  | Ratio |
| 1 | Itas Diatec Trente | 7   | 3 | 1 | 2  | 0  | 0 | 9  | 4  | 2.25  | 300 | 261 | 1.149 |
| 2 | Sada Cruzeiro Vôle | 7   | 3 | 2 | 0  | 1  | 0 | 8  | 4  | 2     | 290 | 246 | 1.179 |
| 3 | Al-Rayyan SC       | 4   | 3 | 1 | 0  | 1  | 1 | 6  | 6  | 1     | 252 | 256 | 0.984 |
| 4 | Tigres de la UANL  | 0   | 3 | 3 | 0  | 0  | 0 | 0  | 9  | 0     | 146 | 225 | 0.649 |

| # | Équipe         | Pts | J | G | Gt | Pt | P | Sp | Sc | Ratio | Pp  | Pc  | Ratio |
| 1 | Skra Bełchatów | 8   | 3 | 2 | 1  | 0  | 0 | 9  | 3  | 3     | 274 | 248 | 1.105 |
| 2 | Zenit Kazan    | 7   | 3 | 2 | 0  | 1  | 0 | 8  | 4  | 2     | 281 | 242 | 1.161 |
| 3 | Al Arabi       | 3   | 3 | 1 | 0  | 0  | 2 | 5  | 6  | 0.833 | 244 | 250 | 0.976 |
| 4 | Zamalek SC     | 0   | 3 | 0 | 0  | 0  | 3 | 0  | 9  | 0     | 171 | 230 | 0.743 |

## Phase finale
|  | Demi-finales                                    | Demi-finales                        |                        |   | Finale                              | Finale                              |
|  | Demi-finales                                    | Demi-finales                        |                        |   | Finale                              | Finale                              |
|  |                                                 |                                     |                        |   |                                     |                                     |
|  | Doha, 18-10-2011, 25–14 25–20 25–14             | Doha, 18-10-2011, 25–14 25–20 25–14 |                        |   | Doha, 19-10-2011, 25–18 25–15 29–27 | Doha, 19-10-2011, 25–18 25–15 29–27 |
|  | Doha, 18-10-2011, 25–14 25–20 25–14             | Doha, 18-10-2011, 25–14 25–20 25–14 |                        |   | Doha, 19-10-2011, 25–18 25–15 29–27 | Doha, 19-10-2011, 25–18 25–15 29–27 |
|  | Itas Diatec Trente                              | 3                                   |                        |   | Doha, 19-10-2011, 25–18 25–15 29–27 | Doha, 19-10-2011, 25–18 25–15 29–27 |
|  | Itas Diatec Trente                              | 3                                   |                        |   | Doha, 19-10-2011, 25–18 25–15 29–27 | Doha, 19-10-2011, 25–18 25–15 29–27 |
|  | Zenit Kazan                                     | 0                                   |                        |   | Doha, 19-10-2011, 25–18 25–15 29–27 | Doha, 19-10-2011, 25–18 25–15 29–27 |
|  | Zenit Kazan                                     | 0                                   | Itas Diatec Trente     | 3 |                                     |                                     |
|  | Doha, 18-10-2011, 21–25 25–23 25–27 25–23 9–15  |                                     | Itas Diatec Trente     | 3 |                                     |                                     |
|  |                                                 | Sada Cruzeiro Vôle                  | 0                      |   |                                     |                                     |
|  | Skra Bełchatów                                  | Sada Cruzeiro Vôle                  | 0                      | 2 |                                     |                                     |
|  | Skra Bełchatów                                  |                                     |                        | 2 |                                     |                                     |
|  | Sada Cruzeiro Vôle                              | 3                                   |                        |   |                                     |                                     |
|  | Sada Cruzeiro Vôle                              | 3                                   | Match pour la 3e place |   |                                     |                                     |
|  |                                                 |                                     |                        |   |                                     |                                     |
|  | Doha, 19-10-2011, 18–25 25–18 25–15 24–26 11–15 |                                     |                        |   |                                     |                                     |
|  |                                                 |                                     |                        |   |                                     |                                     |
|  | Zenit Kazan                                     | 2                                   |                        |   |                                     |                                     |
|  | Zenit Kazan                                     | 2                                   |                        |   |                                     |                                     |
|  | Skra Bełchatów                                  | 3                                   |                        |   |                                     |                                     |
|  | Skra Bełchatów                                  | 3                                   |                        |   |                                     |                                     |

## Récompenses
- MVP :  Osmany Juantorena (Trentino Volley)
- Meilleur marqueur :  Aleksandar Atanasijević (Skra Bełchatów)
- Meilleur attaquant :  Jan Štokr (Trentino Volley)
- Meilleur contreur :  Emanuele Birarelli (Trentino Volley)
- Meilleur serveur :  Wallace de Souza (Sada Cruzeiro Vôle)
- Meilleur passeur :  William Arjona (Sada Cruzeiro Vôle)
- Meilleur réceptionneur :  Sérgio Nogueira (Sada Cruzeiro Vôle)
- Meilleur Libéro :  Sérgio Nogueira (Sada Cruzeiro Vôle)

## Classement final
| Rang | Club               | Nation  | Confédération | Prime     |
| ---- | ------------------ | ------- | ------------- | --------- |
| 1    | Itas Diatec Trente | Italie  | CEV           | 250 000 $ |
| 2    | Sada Cruzeiro Vôle | Brésil  | CSV           | 170 000 $ |
| 3    | Skra Bełchatów     | Pologne | CEV           | 120 000 $ |
| 4    | Zenit Kazan        | Russie  | CEV           | 90 000 $  |
| 5    | Al Arabi           | Qatar   | AVC           | 30 000 $  |
| 5    | Al-Rayyan SC       | Qatar   | AVC           | 30 000 $  |
| 5    | Tigres de la UANL  | Mexique | NORCECA       | 30 000 $  |
| 5    | Zamalek SC         | Égypte  | CAVB          | 30 000 $  |